# Herb gminy Baranów (powiat kępiński)

Herb gminy Baranów w latach 1992-2019

Herb gminy Baranów – jeden z symboli gminy Baranów, którego obecny wzór został ustanowiony 21 maja 2019.

## Wygląd i symbolika
Herb przedstawia na tarczy w polu błękitnym srebrną głowę baranią wprost ze złotymi rogami. Jest to herb mówiący, nawiązujący do nazwy gminy.